# Primula borealis
Primula borealis är en viveväxtart som beskrevs av Jean Étienne Duby. Primula borealis ingår i släktet vivor, och familjen viveväxter. Utöver nominatformen finns också underarten P. b. borealis.

## Bildgalleri